# Poecilium lividum
Poecilium lividum är en skalbaggsart som först beskrevs av Rossi 1794.  Poecilium lividum ingår i släktet Poecilium och familjen långhorningar.
Artens utbredningsområde är:
- Corsica.
- Frankrike.
- Ukraina.
- Uruguay.

Inga underarter finns listade i Catalogue of Life.

## Bildgalleri

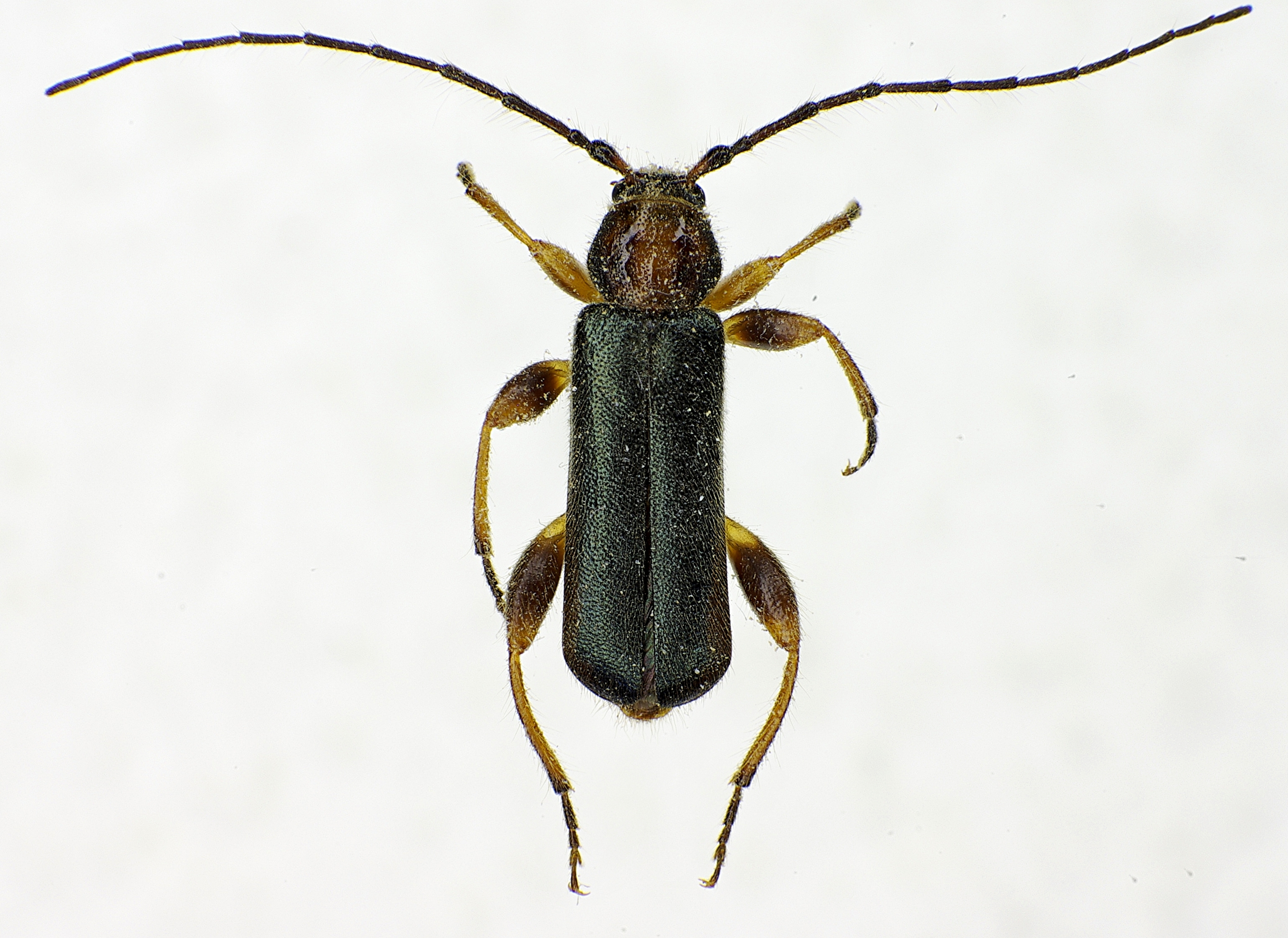
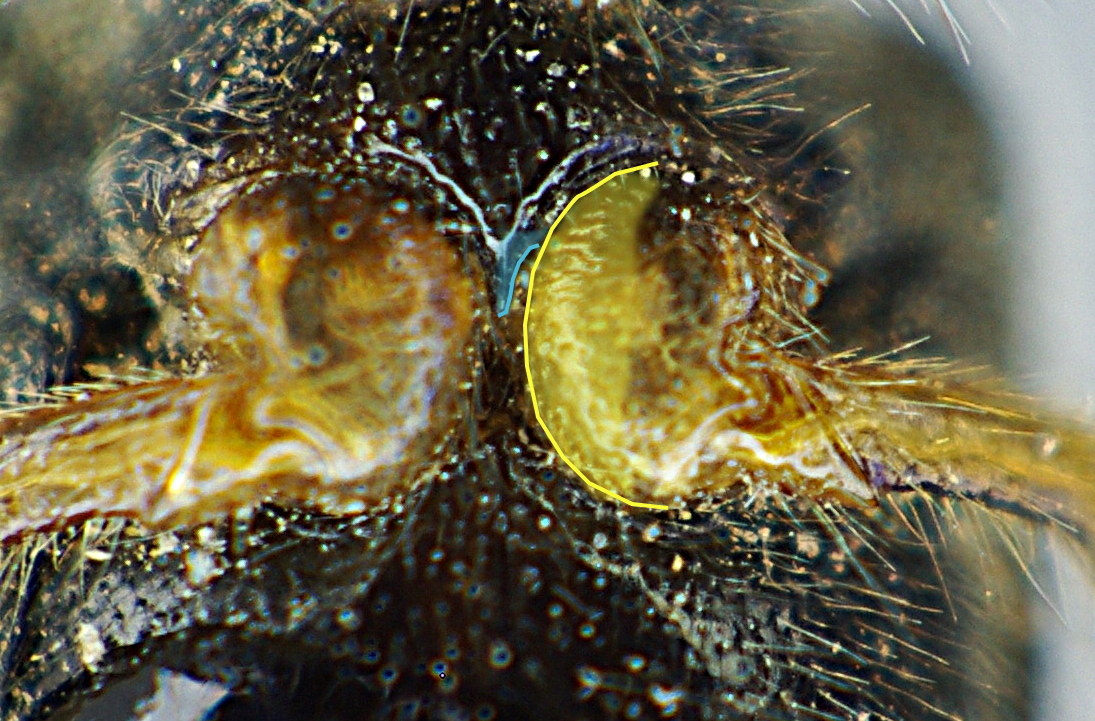
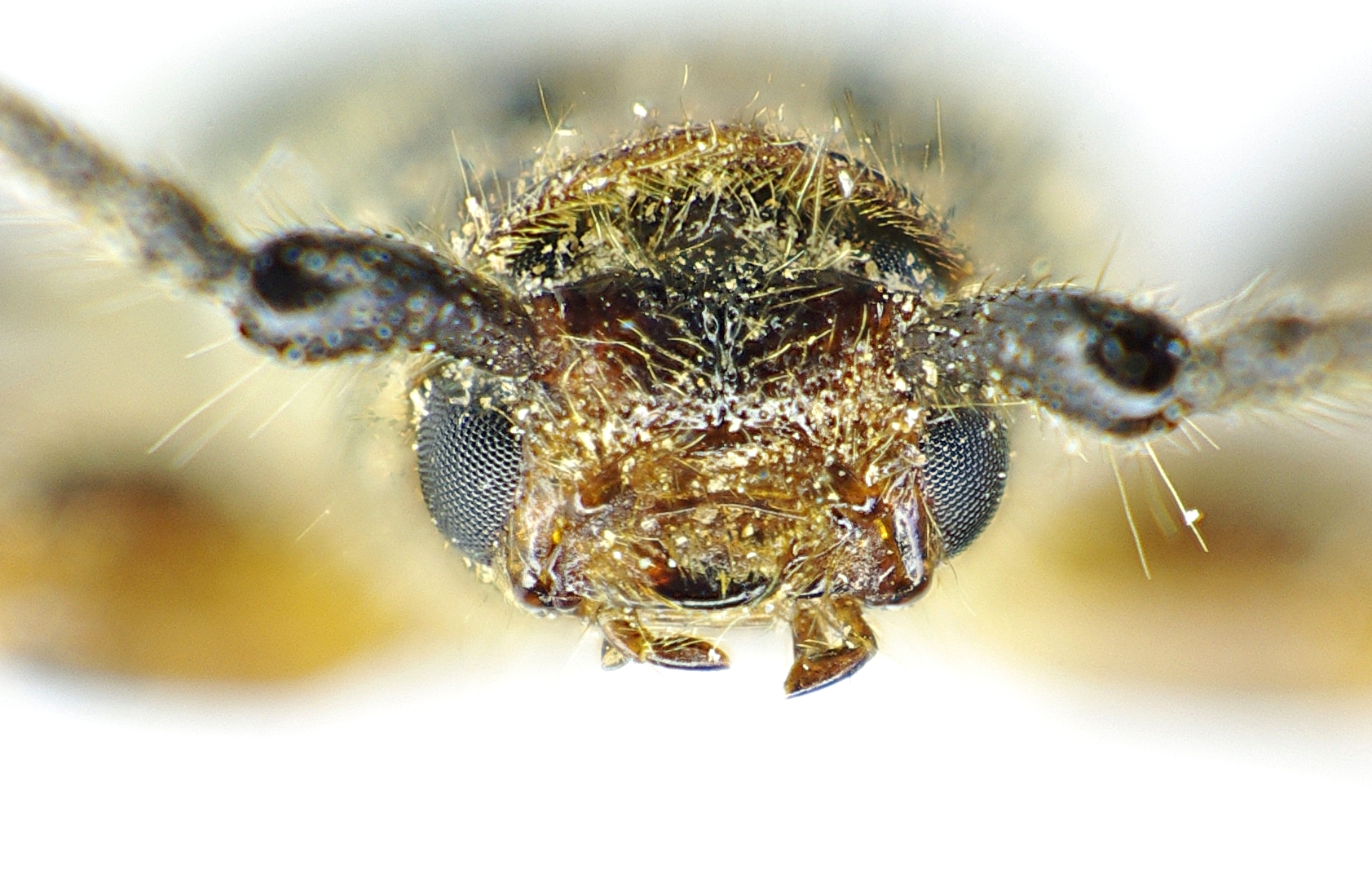
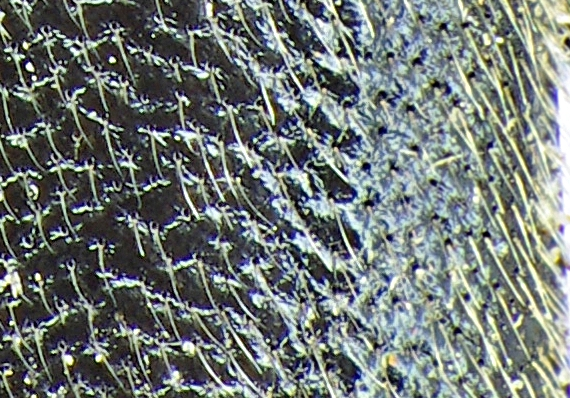
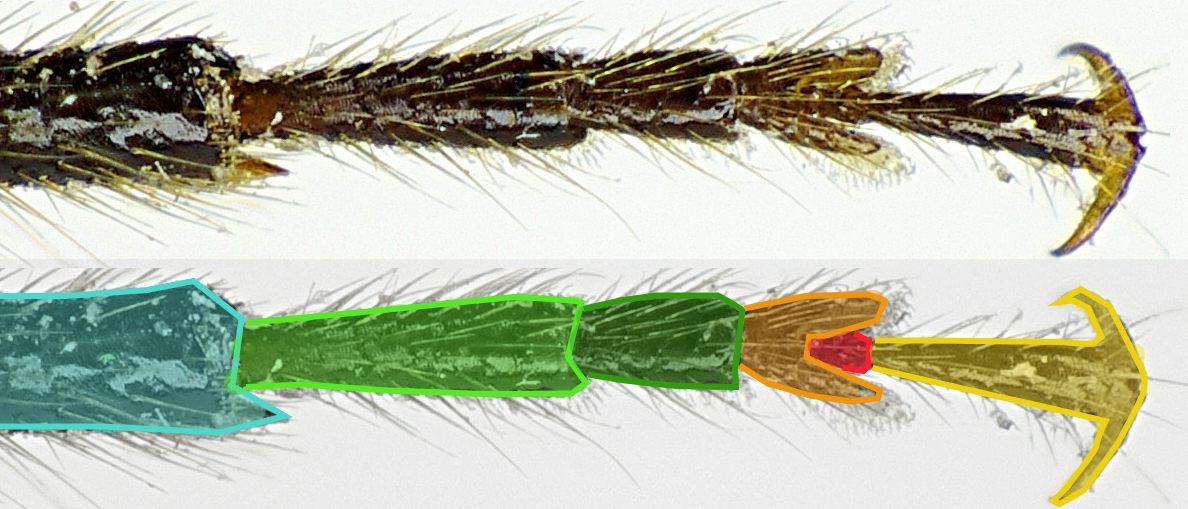
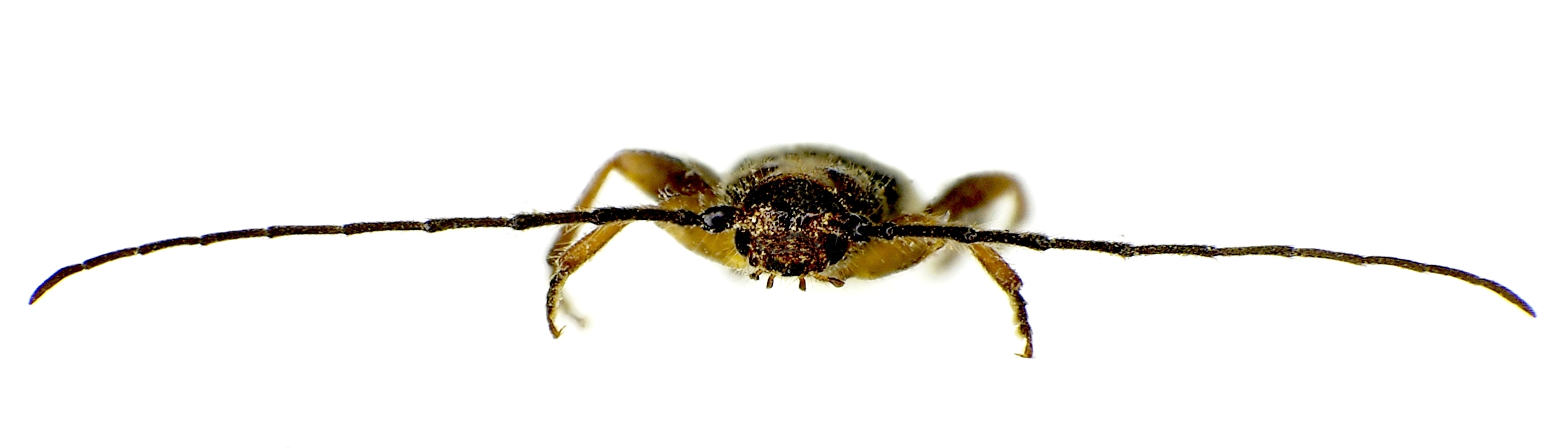